# Beyond: Two Souls
Beyond: Two Souls (с англ. — «За гранью: Две души») — компьютерная игра в жанре action-adventure с элементами интерактивной драмы, разработанная компанией Quantic Dream и изданная Sony Computer Entertainment. Изначально игра вышла 8 октября 2013 года эксклюзивно на PlayStation 3, а уже позднее выпущена на других платформах: 26 ноября 2015 года на PlayStation 4 и 22 июля 2019 года на PC. За разработку игры отвечал геймдизайнер и сценарист Дэвид Кейдж, который также участвовал в написании сценариев и руководил созданием предыдущих игр Quantic Dream — Omikron: The Nomad Soul, Fahrenheit и Heavy Rain.
История игры разворачивается вокруг двух основных персонажей — Джоди Холмс и бесплотной сущности по имени Айден: отдельная душа, связанная с Джоди с самого рождения. Джоди, которую сыграла актриса Эллен Пейдж, обладает сверхъестественными способностями благодаря своей психической связи с Айденом. Взрослея, она учится контролировать Айдена и их общие силы. Уиллем Дефо исполнил роль Нейтана Докинза, исследователя из Департамента паранормальной активности (DPA) и приёмного отца Джоди. Актёры в течение года работали над проектом в парижской студии Quantic Dream.
Премьера Beyond: Two Souls состоялась на кинофестивале «Трайбека» 2013 года, что стало вторым случаем, когда на кинофестивале была показана видеоигра. Дэвид Кейдж, сценарист и режиссёр игры, объяснил, что студии-разработчики игр должны создавать «интерактивные истории», в которые могут играть все, в том числе и не геймеры. После выхода игра получила смешанные отзывы критиков. К концу 2013 года продажи достигли более одного миллиона копий, через два месяца после выхода во всем мире. Два года спустя была выпущена версия для PlayStation 4, как самостоятельная игра, а затем в коллекции Quantic Dream Collection вместе с игрой Heavy Rain.

## Игровой процесс
Beyond: Two Souls — это игра в жанре action-adventure с элементами интерактивной драмы, в которой игрок может перемещаться и взаимодействовать с объектами и другими неиграбельными персонажами для продвижения по сюжету игры. В основном игрок управляет Джоди, однако почти в любое время можно переключиться на управление Айденом (им также может управлять второй игрок в кооперативном режиме). Айден, как бестелесная сущность, может перемещаться через стены, потолки и другие препятствия; однако он не может двигаться дальше определённого радиуса вокруг Джоди из-за ограничений их ментальной связи.
Во время игры за Джоди интерактивные объекты отмечены при помощи белой точки. С ними можно взаимодействовать, отклоняя стик контроллера в направлении объекта. Если Джоди необходимо выполнить определённое действие, на экране появится значок, предлагающий игроку нажать или удерживать определённые кнопки контроллера. Если во время разговора игрок долго не выбирает ответ, то игра выбирает ответ по умолчанию. Во время некоторых сцен, таких как погони или рукопашный бой, игра замедляется; в это время игрок должен определить направление, в котором движется Джоди, и отклонить стик в этом направлении, чтобы успешно завершить действие. Для прохождения других эпизодов требуется стелс в реальном времени, с координацией определённых действий с помощью Айдена. Провал определённых последовательностей действий изменит ход главы (а иногда и последующих глав) и в некоторых случаях приведёт к смерти неиграбельного персонажа.

Игровой процесс за Айдена. На данном скриншоте Джоди выделена фиолетовой аурой

При игре за Айдена изображение становится монохромным и расплывчатым. В режиме игры за духа интерактивные объекты выделяются аурой, сияющей одним из нескольких цветов, причём цвет ауры указывает на определённое взаимодействие с объектом: оранжевый — в персонажа можно вселиться, красный — персонажа можно задушить, синие объекты или персонажи — можно толкнуть или опрокинуть, зелёный — персонажа можно исцелить. Джоди может попросить Айдена помочь ей, например создать вокруг неё защитное поле, позволить мёртвым вселиться в неё для общения с живыми и дать ей возможность видеть события недавнего прошлого.
Выборы игрока так или иначе влияют на развитие сюжета. Помимо влияния на диалоги, исход целых сцен (а в некоторых случаях и исход сцен несколькими главами позже) может кардинально измениться в зависимости от выбора игрока. Эти выборы, как правило, представляют собой моральные дилеммы, принимаемые с помощью нескольких вариантов в диалогах Джоди, успех или неудача в боевых сценах, а также действия, которые игрок выполняет за Айдена. Выбор также определяет финал Beyond: Two Souls, так как игрок может выбрать любую из возможных концовок сюжета.

## Сюжет
Игра имеет два варианта повествования — «ремикс», где все главы идут последовательно друг за другом в хронологическом порядке, и «оригинальный» — в этом случае сюжет рассыпается на эпизоды, идущие не в хронологическом порядке. На PlayStation 3 игра имела только «оригинальный» вариант сюжета, с выходом Beyond на PlayStation 4 появился вариант «ремикс», благодаря чему игрок может выбрать свой вариант повествования перед началом прохождения.
Юная Джоди Холмс (Кэролайн Вульфсон) живёт со своими приёмными родителями в пригородном доме. С самого рождения Джоди имеет экстрасенсорную связь с таинственным существом по имени Айден, с которым она может общаться и совершать телепатические действия, например, овладевать сознанием людей и манипулировать некоторыми предметами. После инцидента с соседскими детьми, в результате которого Айден чуть не убил одного из них, приёмные родители Джоди обратились за помощью, оставив её под опекой врачей Нейтана Докинза (Уиллем Дефо) и Коула Фримана (Кадим Хардисон) из Департамента паранормальных явлений США.
Под присмотром двух врачей Джоди постепенно учится контролировать Айдена и их общие способности. В это время Нейтан и Коул строят конденсор — портал, соединяющий мир живых и мир мёртвых — Инфрамир. Однажды вечером Нейтан узнаёт, что его жена и дочь погибли в автокатастрофе. Пытаясь утешить его, Джоди обнаруживает, что может вызывать духов умерших из Инфрамира; она помогает духам говорить с живыми через психическую связь, созданную физическим контактом. Проходят годы, и подросток Джоди (Эллен Пейдж) стремится к независимости, как от врачей, так и от Айдена, и несколько раз пытается жить нормальной жизнью. В каждую попытку вмешивается Айден, что заканчивается катастрофой.
В какой-то момент Нейтан просит Джоди помочь ему разобраться с конденсором, который сломался. После борьбы с враждебными существами из Инфрамира, Джоди удаётся отключить конденсор и предупредить Нейтана, чтобы он не строил новый. Это привлекает внимание ЦРУ, которое отправляет агента Райана Клейтона (Эрик Уинтер) насильно завербовать Джоди. После обучения повзрослевшая Джоди отправляется на несколько заданий в качестве полевого агента, часто вместе с Райаном, к которому она постепенно привязывается. Во время одного из таких заданий в Сомали, Джоди поручают убить военачальника, но потом она понимает, что убитый ею человек был не военачальником, а благожелательным президентом страны. Разгневанная, Джоди в отвращении сбегает, несмотря на уговоры Райана. Заклеймённая как предательница, Джоди становится беглянкой, уходя от преследования ЦРУ. По пути она дружит с небольшой группой бездомных, одной из которых помогает родить девочку по имени Зои, а также некоторое время живёт с семьёй коренных американцев и в итоге спасает их от злобного существа. Позже, ЦРУ задерживает Джоди при попытке встретиться со своей биологической матерью, которую десятилетиями держали в военном госпитале и насильно накачивали наркотиками.
После поимки Джоди, ЦРУ передаёт её Нейтану, который теперь является исполнительным директором Департамента Паранормальных Явлений и курирует новейший конденсор под кодовым названием «Чёрное солнце». Он сообщает, что ЦРУ готово отпустить Джоди, если она согласится на последнее задание. Джоди и команда ЦРУ во главе с Райаном уничтожают подводный объект, на котором находится разработанный в Казирстане (вымышленная страна) конденсор, прежде чем он будет использован для нападения на Соединённые Штаты. Джоди узнаёт, что Нейтан построил миниатюрный конденсор, чтобы говорить исключительно со своей семьёй, но безуспешно. Доказав Нейтану, что его отказ отпустить их приносит им только страдания, Джоди пытается уйти, но попадает в плен к ЦРУ — организация сочла её слишком опасной на свободе и намерена подвергнуть той же участи, что и мать. Нейтан сообщает Джоди, что намерен закрыть поле сдерживания Чёрного Солнца, объединить два мира и сделать смерть бессмысленной. Слишком слабый, чтобы самостоятельно освободить Джоди, Айден связывается с Райаном и Коулом и приводит их к ней. После того, как Нейтан отключает защитное поле, все трое отправляются уничтожить Чёрное Солнце.
Во время похода к Чёрному солнцу Коула ранят враждебные сущности, а Райан жертвует своей безопасностью, чтобы сохранить жизнь Джоди. В конце концов, Джоди сталкивается с Нейтаном возле Чёрного солнца. Нейтан либо убит Айденом, либо совершает самоубийство (в зависимости от выборов игрока), чтобы воссоединиться со своей семьёй. Когда Джоди отключает конденсор, у неё случается видение — Айден оказывается её мертворождённым братом-близнецом. Джоди должна сделать выбор: вернуться в мир живых или отправиться в Инфрамир и воссоединиться со всеми, кого она потеряла. Если Джоди выберет жизнь, её связь с Айденом разорвётся, и она больше не будет полезна ЦРУ. Джоди должна выбрать, как ей жить дальше: одной, или с Райаном, или с семьёй коренных американцев, или с Зои и её семьёй. Если Джоди выбирает «За гранью», она присоединяется к Айдену и другим потерянным в Инфромире, погибая при этом. Она продолжает присматривать за теми, кто остался в мире живых, предупреждая уже подросшую Зои о грядущей опасности. К концу повествования Инфрамир становится широко распространённой угрозой в недалёком будущем. Джоди готовится противостоять этой угрозе.

## Разработка

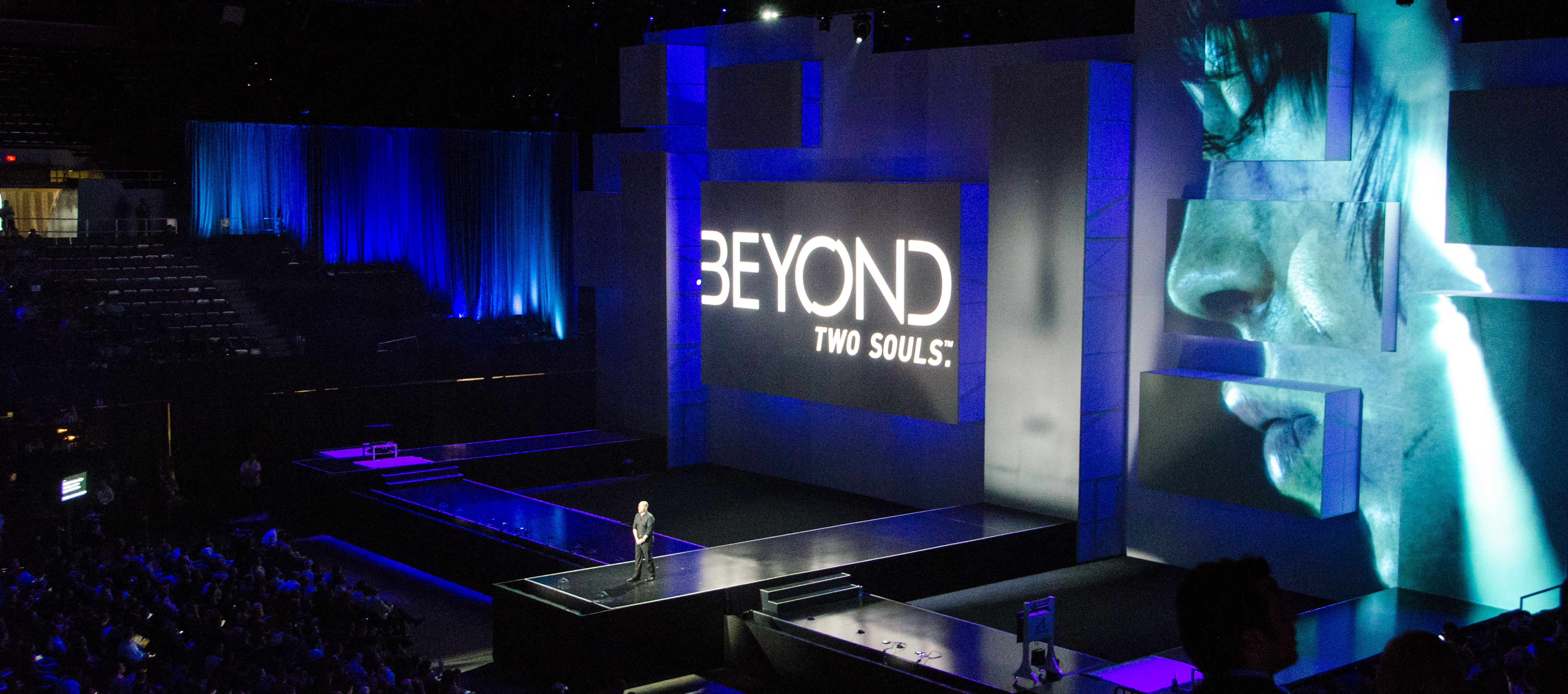
Дэвид Кейдж анонсирует Beyond: Two Souls на E3 2012

Игра была анонсирована Дэвидом Кейджем на выставке E3 2012. Глава студии показал видео, демонстрирующее внутриигровую графику, а также рассказал, что новая игра «нарисует картину жизни» девушки Джоди, роль которой исполнит Эллен Пейдж, и покажет «захватывающие моменты её жизни». На вопрос журналистов, будет ли игра похожа на предыдущий проект студии — детективный триллер Heavy Rain, Кейдж ответил, что в отличие от него, новая работа будет в большей степени приключенческим боевиком, наполненным ярким экшеном, и к тому же игроку придётся чаще напрямую управлять персонажем. Глава студии утверждал, что в своей работе он сконцентрировался на том, чтобы как можно более отчётливо показать чувства, разные эмоции, чтобы игрок по-настоящему сопереживал главной героине и после финальных титров почувствовал утрату дорогого человека. Ради этой цели в офисе, где работали сотрудники, на стене даже было вывешено крупными буквами слово «эмоция» (англ. emotion). Позже продюсер студии Гийом де Фондомьер также заявил, что в отличие от Heavy Rain эта игра не будет поддерживать управление с помощью PlayStation Move, аргументировав это тем, что если в прошлой игре было интересно прочувствовать события с использованием этого девайса, то в Beyond: Two Souls сцены вполне хорошо ощущаются и с обычным контроллером DualShock. Также он сказал, что они не планируют добавить возможность запускать игру в стереоскопическом режиме, поскольку не у всех геймеров имеется 3D-телевизор, «да тем более игра и так работает на пределе возможностей приставки», и без ухудшения общего качества картинки показывать стереоскопическое изображение не получится.

Сцены из игры: Джоди Холмс (вверху), взгляд Айдена на Нейтана Докинза и юную Джоди (это процесс вселения мёртвого в тело Джоди — обратите внимание на его ментальную связь, посередине), Уиллем Дефо, Дэвид Кейдж и Эллен Пейдж работают над захватом движения (внизу)

Все события в игре с участием людей снимались с помощью технологии захвата движения, в том числе прыжки, падения и схватки, в записи которых главных актёров зачастую подменяли каскадёры и мастера боевых искусств. Съёмки велись целый год практически каждый день. Согласно словам Эллен Пейдж, сценарий для игры составлял около 2000 страниц — по сравнению со сценариями традиционных кинофильмов, по её словам, это «сумасшедший» объём текста. Актёры надевали специальные костюмы, и по всему телу к ним крепили датчики-маркеры. Только на лицо для наиболее точного захвата мимики прикрепляли от 80 до 100 датчиков-маркеров. Дэвид Кейдж объяснял актёрам, что датчики исключительно чувствительны, поэтому не стоит переигрывать и вести себя как на обычной съёмочной площадке — датчики уловят малейшие оттенки эмоций на лице и все мельчайшие движения тела. Съёмки происходили в отдельной студии, декорации заменяли бутафорские предметы, специально изготовленные из картона, пластика, клейкой ленты. Настоящие вещи в большинстве случаев не годились, поскольку они имеют, как правило, глянцевую поверхность и отражают свет, что искажает регистрируемую камерами информацию. Различные конструкции, к примеру имитации автомобиля или батискафа, собирались из матовых трубок. В итоге окружение совершенно не было похоже на то, что игрок в дальнейшем увидит на экране. Эллен Пейдж призналась, что в таких условиях играть довольно тяжело, приходилось включать воображение и представлять обстановку в голове. Это, впрочем, и давало некоторый простор для игры. Кадим Хардисон, исполнивший роль Коула Фримана, сравнил такие съёмки с детской игрой, когда ребята представляют, будто пол залила лава и прыгают по креслам и кроватям, — так и здесь всё приходилось представлять в воображении. В число трудностей Эллен ещё записала тот факт, что в определённых сценах приходилось играть разные эмоции, в зависимости от того, что выбирал игрок, а постоянно менять эмоциональный настрой и при этом выглядеть правдоподобно — задача непростая. За генерацию изображений и движений в игре отвечал арт-директор Кристоф Бруссо и его команда художников и аниматоров.
Beyond: Two Souls посвящена композитору Норману Корбею, умершему от рака поджелудочной железы 25 января 2013 года. Норман работал над Heavy Rain и Fahrenheit, а работу над Beyond он завершить не успел. Лорн Балф, до этого писавший саундтрек к Assassin’s Creed III, заменил ушедшего из жизни Корбея, а Ханс Циммер выступил в качестве продюсера в августе 2013 года.
27 апреля 2013 года был выпущен новый трейлер и 35-минутное видео из игры, которые были показаны на кинофестивале «Трайбека» с участием Эллен Пейдж и Дэвида Кейджа. Это вторая видеоигра, принимавшая участие на кинофестивале (первой была L.A. Noire).

## Выпуск
5 сентября 2013 года в блоге PlayStation было объявлено, что демоверсия Beyond: Two Souls выйдет 1 октября 2013 года в США, 2 октября в Европе и 3 октября в Японии — примерно за неделю до полноценного выхода игры. Несмотря на официальную дату демо, подписчики PlayStation Plus могли в неё сыграть на неделю раньше — 24 сентября. GameStop в этот день также выдали пользователям ограниченное количество ключей на демо. Официальный выход Beyond: Two Souls состоялся 9 октября в Европе, Австралии и Новой Зеландии и 11 октября в Великобритании.
На территории Европы и США игра была подвергнута цензуре, чтобы PEGI присвоили возрастной рейтинг 16 вместо 18. Были внесены корректировки в две сцены, которые составили около 5-10 секунд геймплея. Изменения призваны сделать эти сцены не такими жёсткими, как изначально планировалось разработчиками. Sony не сообщили, что конкретно было изменено, однако по словам Росса Александера, «это никак не повлияло на сценарий».
Сразу после выхода, на Reddit появились изображения с обнажённой Джоди. В игре Джоди принимает душ, но интимные моменты всячески закрываются. Аналитики пришли к выводу, что скриншоты были загружены кем-то из разработчиков, владеющих PlayStation 3 — именно у них есть такая функция, как «свободная камера». Sony немедленно потребовала удалить фото, объяснив, что на них была цифровая модель, а не сама Пейдж, которая отказывалась сниматься обнажённой; изображения были удалены.
В июне 2015 года Quantic Dream анонсировали версию Beyond: Two Souls для PlayStation 4 вместе с Heavy Rain. Её выход состоялся 24 ноября, а Heavy Rain — 1 марта 2016 года. Затем обе игры в одном комплекте были выпущены на Blu-ray Disc. В мае 2018 года Beyond стала временно бесплатной игрой месяца на PlayStation 4, доступной по подписке PlayStation Plus.
На GDC 2019 Quantic Dream, Sony и Epic Games официально анонсировали выход Beyond: Two Souls, а также Heavy Rain и Detroit: Become Human на ПК в 2019 году. После выхода на ПК, первые 12 месяцев игра распространялась эксклюзивно в Epic Games Store. 22 июля 2019 года игра вышла в Epic Games Store, 18 июня 2020 — в Steam.

## Отзывы критиков
| Сводный рейтинг       | Сводный рейтинг                       |
| Агрегатор             | Оценка                                |
| --------------------- | ------------------------------------- |
| GameRankings          | PS3: 72,04 % PS4: 73,14 % PC: 68,75 % |
| Metacritic            | PS3: 70/100 PS4: 72/100 PC: 76/100    |
| OpenCritic            | 71/100                                |
| «Критиканство»        | (PS3, PS4) 66/100 (PC) 78/100         |
| Иноязычные издания    |                                       |
| Издание               | Оценка                                |
| Destructoid           | 5/10                                  |
| Edge                  | 5/10                                  |
| EGM                   | 7,5/10                                |
| Eurogamer             | 6/10                                  |
| Game Informer         | 7,75/10                               |
| GameRevolution        | [ 67 ]                                |
| GameSpot              | 9,0/10                                |
| GamesRadar+           | [ 3 ]                                 |
| GameTrailers          | 7,2/10                                |
| GameZone              | 7,5/10                                |
| IGN                   | 6,0/10                                |
| Joystiq               | [ 71 ]                                |
| Polygon               | 8,0/10                                |
| VideoGamer            | 4/10                                  |
| Digital Spy           | [ 74 ]                                |
| Forbes                | 9/10                                  |
| Metro                 | 4/10                                  |
| Русскоязычные издания |                                       |
| Издание               | Оценка                                |
| 3DNews                | 7/10                                  |
| Absolute Games        | 60 %                                  |
| «IGN Россия»          | 5,5/10                                |
| PlayGround.ru         | 6/10                                  |
| Riot Pixels           | 35/100                                |
| StopGame.ru           | «Похвально»                           |
| «Игромания»           | 7/10                                  |
| «Игры Mail.ru»        | 7,5/10                                |
| «Канобу»              | 8/10                                  |
| «НИМ»                 | 8,4/10                                |

Игра Beyond: Two Souls получила смешанные отзывы от критиков. Её рейтинг составляет 72,04 % на сайте GameRankings и 70/100 на сайте Metacritic. Рецензенты хвалили актрису Эллен Пейдж за хорошую передачу характера Джоди Холмс, а также игру других актёров. Было положительно отмечено количество технических деталей в анимации и графике игры. Положительные отзывы ещё получила интерактивная механика повествования, эмоциональный саундтрек и захват движения актёров. Редакция британского журнала PlayStation Official Magazine критически отозвалась о системе QTE, в которой игрок «теряет контроль», но похвалила игру за графику, назвав Beyond «графической вершиной PS3», и актёрскую игру Пейдж. Рецензент сайта Polygon был менее впечатлён сценарной работой игры, но был в восторге от способности Quantic Dream «рассказывать историю с помощью ошеломляющей технологии захвата движения». Редакция GameSpot назвала игру «захватывающим приключением», отметив, что все выборы, принимаемые игроком, определяют, каким человеком станет Джоди, заставляя «нежно заботиться о ней». GameRevolution же дала Beyond эпитет «сверхъестественно великолепной», заявив, что Quantic Dream подтверждает статус лидера в своём жанре, назвав их кинематографичный геймплей «спасительной благодатью» игры. Редакция GamesTM охарактеризовала актёрскую игру Эллен Пейдж как «поистине захватывающую дух» и назвала её «одной из действительно лучших примеров актёрского мастерства в видеоиграх», а Дэвида Кейджа — «человека, который верит в силу интерактивности игр». Журнал назвал его игру «самой амбициозной и завершённой работой на сегодняшний день». Олег Чимде в обзоре для Игромании назвал игру не сильно впечатляющей, но тем не менее остающейся на слуху, что означает, что «Дэвид Кейдж все же создал нечто важное для индустрии». Редакция «Канобу» назвала Beyond: Two Souls приятной игрой «под колу и поп-корн» и отметила также, что по сравнению с Heavy Rain она «смотрится немного неуклюже». Глеб Мещеряков в видеообзоре для портала StopGame.ru назвал игру разочаровывающей, отметив, что при красивой картинке, хорошей постановке и дизайне у Beyond почти нет важных элементов, присущих играм жанра: почти полное отсутствие проблемы выбора и морали, не самое лучшее раскрытие персонажей и нехватка деталей и нюансов.
В то же время сайт Electronic Gaming Monthly, хваля визуальные эффекты, актёрские работы и «смелую для жанра дизайнерскую работу», высказал разочарование Quantic Dream — уважая их многолетнюю «дерзость» в играх, они не прислушиваются к отзывам, что приводит к принципу «ещё один эксперимент — в чём-то лучше, в чём-то хуже». GamesRadar похвалили огромное количество вариантов для игрока и игру Эллен, но заявили, что «геймплей никогда не вызовет тут раздумий». Портал IGN присвоил игре 6 баллов из 10, раскритиковав её за слишком «пассивный» геймплей и «мутную» драму, которая «только пытается заставить геймера что-то почувствовать». Рецензент Сергей Цилюрик с российской версии IGN оценил игру ещё ниже, раскритиковав за большое количество сюжетных дыр, противоречий и нелепостей, из-за чего поверить в происходящее невозможно. Также он отметил серьёзные проблемы и с интерактивностью, и с драмой, из-за чего принятые решения по большей части упускаются или же влияют на малозначительные мелочи. Joystiq также критикует игру за непреднамеренно глупый сюжет и отсутствие чёткого взаимодействия с персонажами. Сайт Destructoid критиковал игру за частые сюжетные тупики, а также за отсутствие значимой интерактивности. Рецензист Бен «Yahtzee» Croshaw из Zero Punctuation раскритиковал игру за чрезмерно быструю смену временных событий и недостаточное использование элементов скрытности, что отрицательно сказалось на атмосфере.

### Продажи
За несколько месяцев до выхода игры, в июле 2013, Beyond: Two Souls попала в двадцатку самых предзаказываемых игр 2013 года.
В Quantic Dream объявили, что продажи игры превысили один миллион копий по всему миру на конец 2013 года. За это же время, во Франции было продано более 70 тысяч копий — больше, чем Heavy Rain за этот же период на момент её выхода. По состоянию на 2018 год, продажи игры по всему миру составили 2,8 миллиона копий.
После выхода в Steam Beyond: Two Souls попала в двадцатку лучших новинок с наибольшей выручкой — туда также попала Detroit: Become Human.

### Награды
На церемонии награждения Spike Video Game Awards игра Beyond: Two Souls участвовала в двух номинациях: «Лучшая актриса озвучивания» (Эллен Пейдж) и «Лучший актёр озвучивания» (Уиллем Дефо).
Британская академия кино и телевизионных искусств (BAFTA) отметила игру в следующих номинациях: «Лучшее художественное достижение», «Лучший оригинальный саундтрек» (Лорн Балф, Ханс Циммер) и «Лучший исполнитель главной роли» (Эллен Пейдж).
| Год  | Награда                                                     | Категория                                                            | Номинант(ы)                                   | Результат     | Прим.           |
| ---- | ----------------------------------------------------------- | -------------------------------------------------------------------- | --------------------------------------------- | ------------- | --------------- |
| 2012 | Destructoid Лучшее из E3 2012                               | Лучшая игра для PlayStation 3                                        | Beyond: Two Souls                             | Номинация     | [ 103 ]         |
| 2012 | Destructoid Лучшее из E3 2012                               | Лучшая игра шоу                                                      | Beyond: Two Souls                             | Номинация     | [ 103 ]         |
| 2012 | Digital Spy Best of E3 Awards                               | Лучшая новая игра                                                    | Beyond: Two Souls                             | Победитель    | [ 104 ]         |
| 2012 | Electronic Gaming Monthly Презентации: Лучшее из E3 2012    | Лучшая приключенческая игра                                          | Beyond: Two Souls                             | Победа        | [ 105 ]         |
| 2012 | Electronic Gaming Monthly Презентации: Лучшее из E3 2012    | Лучшая игра для PS3                                                  | Beyond: Two Souls                             | Номинация     | [ 105 ]         |
| 2012 | Electronic Gaming Monthly Презентации: Лучшее из E3 2012    | Самый большой сюрприз выставки E3                                    | Beyond: Two Souls                             | Номинация     | [ 105 ]         |
| 2012 | Electronic Gaming Monthly Презентации: Лучшее из E3 2012    | Лучшая игра шоу                                                      | Beyond: Two Souls                             | Номинация     | [ 105 ]         |
| 2012 | Eurogamer Лучшее из E3 2012                                 | Лучший анонс игры                                                    | Beyond: Two Souls                             | Номинация     | [ 106 ]         |
| 2012 | Eurogamer Лучшее из E3 2012                                 | Лучшее видео                                                         | Beyond: Two Souls                             | Победа        | [ 106 ]         |
| 2012 | Eurogamer Лучшее из E3 2012                                 | Лучшая игра шоу                                                      | Beyond: Two Souls                             | Номинация     | [ 106 ]         |
| 2012 | Game Critics Awards                                         | Лучшая игра в жанре экшен/приключения                                | Beyond: Two Souls                             | Номинация     | [ 107 ]         |
| 2012 | Game Critics Awards                                         | Лучшая оригинальная игра                                             | Beyond: Two Souls                             | Номинация     | [ 107 ]         |
| 2012 | GameSpot Премия лучшее из E3 2012                           | Лучшее из E3                                                         | Beyond: Two Souls                             | Победа        | [ 108 ]         |
| 2012 | GamesRadar+ Лучшее из E3 2012                               | Лучшая Эллен Пейдж                                                   | Джоди из Beyond                               | Победа        | [ 109 ]         |
| 2012 | GamesRadar+ Лучшее из E3 2012                               | Лучший не сиквел                                                     | Beyond: Two Souls                             | Победитель    | [ 109 ]         |
| 2012 | GamesRadar+ Лучшее из E3 2012                               | Награда за самую ценную игру                                         | Beyond: Two Souls                             | Победа        | [ 110 ]         |
| 2012 | GameTrailers Награда лучшее из E3 2012                      | Лучшая графика                                                       | Beyond: Two Souls                             | Номинация     | [ 111 ]         |
| 2012 | IGN Награда лучшее из E3 2012                               | Лучшая игра в жанре экшн                                             | Beyond: Two Souls                             | Номинация     | [ 112 ]         |
| 2012 | IGN Награда лучшее из E3 2012                               | Лучшая новая франшиза                                                | Beyond: Two Souls                             | Номинация     | [ 112 ]         |
| 2012 | IGN Награда лучшее из E3 2012                               | Лучшая общая игра                                                    | Beyond: Two Souls                             | Номинация     | [ 112 ]         |
| 2012 | IGN Награда лучшее из E3 2012                               | Лучшая игра для PS3                                                  | Beyond: Two Souls                             | Номинация     | [ 112 ]         |
| 2012 | PlayStation Universe Награда E3 2012                        | Лучшая игра                                                          | Beyond: Two Souls                             | Победитель    | [ 113 ]         |
| 2012 | Polygon E3 2012                                             | Выбор редактора                                                      | Beyond: Two Souls                             | Победа        | [ 114 ]         |
| 2012 | The Daily Telegraph E3 2012: Лучший на выставке             | Игра, которая с наибольшей вероятностью получит «Оскар»              | Beyond: Two Souls                             | Победа        | [ 115 ]         |
| 2013 | Премия для актёров «За голосом»                             | Лучшее женское вокальное исполнение в видеоигре                      | Эллен Пейдж                                   | Номинация     | [ 116 ]         |
| 2013 | Business Insider                                            | 15 видеоигр 2013 года, в которые должен поиграть каждый              | Beyond: Two Souls                             | Победа        | [ 117 ]         |
| 2013 | Canada.com Лучшие видеоигры 2013 года                       | Игра года для PlayStation 3                                          | Beyond: Two Souls                             | Победа        | [ 118 ]         |
| 2013 | Destructoid Лучшее из 2013 года                             | Лучший консольный эксклюзив                                          | Beyond: Two Souls                             | Номинация     | [ 119 ]         |
| 2013 | Eurogamer                                                   | Readers' 50 лучших игр 2013 года                                     | Beyond: Two Souls                             | Девятнадцатое | [ 120 ]         |
| 2013 | Game Critics Awards                                         | Лучшая консольная игра                                               | Beyond: Two Souls                             | Номинация     | [ 121 ]         |
| 2013 | GameSpot Editors' Списки 10 лучших                          | 10 лучших игр 2013 года по версии Криса Уоттерса                     | Beyond: Two Souls                             | Пятое         | [ 122 ]         |
| 2013 | GameSpot Editors' Списки 10 лучших                          | 10 лучших игр 2013 года по версии Зорина Те                          | Beyond: Two Souls                             | Девятое       | [ 123 ]         |
| 2013 | GameSpot Editors' Списки 10 лучших                          | 10 лучших игр 2013 года по версии Тома Мак Ши                        | Beyond: Two Souls                             | Девятое       | [ 124 ]         |
| 2013 | GameSpot Editors' Списки 10 лучших                          | 10 лучших игр 2013 года по версии Джесса МакДонелла                  | Beyond: Two Souls                             | Девятое       | [ 125 ]         |
| 2013 | Hardcore Gamer Премия «Игра года» 2013                      | Лучший новый персонаж                                                | Джоди Холмс                                   | Номинация     | [ 126 ]         |
| 2013 | Hardcore Gamer Премия «Игра года» 2013                      | Лучшая игра для PS3                                                  | Beyond: Two Souls                             | Номинация     | [ 127 ]         |
| 2013 | Hardcore Gamer Премия «Игра года» 2013                      | Лучшая актёрская игра голосом                                        | Beyond: Two Souls                             | Номинация     | [ 128 ]         |
| 2013 | Hardcore Gamer Премия «Игра года» 2013                      | Лучший сюжет                                                         | Beyond: Two Souls                             | Номинация     | [ 129 ]         |
| 2013 | Hardcore Gamer Премия «Игра года» 2013                      | Выбор редакции: 10 лучших игр 2013 года по версии Кевина             | Beyond: Two Souls                             | Седьмое       | [ 130 ]         |
| 2013 | Hardcore Gamer Премия «Игра года» 2013                      | Выбор редакции: 10 лучших игр 2013 года по версии Ли                 | Beyond: Two Souls                             | Шестое        | [ 131 ]         |
| 2013 | Hardcore Gamer Премия «Игра года» 2013                      | Выбор редакции: 10 лучших игр 2013 года по версии Стива              | Beyond: Two Souls                             | Третье        | [ 132 ]         |
| 2013 | The Huffington Post                                         | 10 лучших видеоигр 2013 года                                         | Beyond: Two Souls                             | Девятое       | [ 133 ]         |
| 2013 | Ping Awards                                                 | Лучшая консольная игра                                               | Beyond: Two Souls                             | Номинация     | [ 134 ] [ 135 ] |
| 2013 | Ping Awards                                                 | Лучшая графика                                                       | Beyond: Two Souls                             | Победа        | [ 134 ] [ 135 ] |
| 2013 | Ping Awards                                                 | Награда за инновации                                                 | Beyond: Two Souls                             | Победа        | [ 134 ] [ 135 ] |
| 2013 | Slant Magazine 25 лучших видеоигр 2013 года                 | Лучшая видеоигра                                                     | Beyond: Two Souls                             | Семнадцатое   | [ 136 ]         |
| 2013 | PlayStation Awards                                          | Награда «Выбор пользователей»                                        | Beyond: Two Souls                             | Победа        | [ 137 ]         |
| 2013 | Spike Video Game Awards                                     | Лучший актёр озвучивания                                             | Уиллем Дефо                                   | Номинация     | [ 138 ]         |
| 2013 | Spike Video Game Awards                                     | Лучшая актриса озвучивания                                           | Эллен Пейдж                                   | Номинация     | [ 139 ]         |
| 2013 | The Daily Telegraph Video Game Awards 2013                  | Лучший исполнитель                                                   | Эллен Пейдж                                   | Номинация     | [ 140 ]         |
| 2013 | The Globe and Mail                                          | Лучшие видеоигры, в которые вы будете играть в 2013 году             | Beyond: Two Souls                             | Шестое        | [ 141 ]         |
| 2013 | TSA Overall                                                 | Игра года 2013                                                       | Beyond: Two Souls                             | Четвёртое     | [ 142 ]         |
| 2013 | USA Today                                                   | Лучшие видеоигры для подростков и взрослых                           | Beyond: Two Souls                             | Номинация     | [ 143 ]         |
| 2014 | Премия Британской академии игр                              | Лучшее художественное достижение                                     | Джон Рострон, Дэвид Кейдж, Гийом де Фондомьер | Номинация     | [ 144 ]         |
| 2014 | Премия Британской академии игр                              | Лучшая оригинальная музыка                                           | Лорн Балф                                     | Номинация     | [ 144 ]         |
| 2014 | Премия Британской академии игр                              | Лучший исполнитель                                                   |                                               | Номинация     | [ 144 ]         |
| 2014 | D.I.C.E. Awards                                             | Выдающееся достижение в анимации                                     | Beyond: Two Souls                             | Номинация     | [ 145 ]         |
| 2014 | D.I.C.E. Awards                                             | Выдающееся достижение в оригинальной музыкальной композиции          | Beyond: Two Souls                             | Номинация     | [ 145 ]         |
| 2014 | D.I.C.E. Awards                                             | Выдающееся достижение в истории                                      | Beyond: Two Souls                             | Номинация     | [ 145 ]         |
| 2014 | G.A.N.G. Awards                                             | Аудио года                                                           | Beyond: Two Souls                             | Номинация     | [ 146 ] [ 147 ] |
| 2014 | G.A.N.G. Awards                                             | Лучший альбом саундтреков                                            | Beyond: Two Souls                             | Победа        | [ 146 ] [ 147 ] |
| 2014 | G.A.N.G. Awards                                             | Лучший диалог                                                        | Beyond: Two Souls                             | Номинация     | [ 146 ] [ 147 ] |
| 2014 | Награды Международной ассоциации музыкальных кинокритиков   | Лучшая оригинальная партитура для видеоигры или интерактивного медиа | Beyond: Two Souls                             | Номинация     | [ 148 ]         |
| 2014 | Награды Национальной академии торговых рецензентов видеоигр | Анимация                                                             | Beyond: Two Souls                             | Номинация     | [ 149 ]         |
| 2014 | Награды Национальной академии торговых рецензентов видеоигр | Направление камеры в игровом движке                                  | Beyond: Two Souls                             | Номинация     | [ 149 ]         |
| 2014 | Награды Национальной академии торговых рецензентов видеоигр | Проектирование управления (3D)                                       | Beyond: Two Souls                             | Номинация     | [ 149 ]         |
| 2014 | Награды Национальной академии торговых рецензентов видеоигр | Игра, Оригинальное приключение                                       | Beyond: Two Souls                             | Победа        | [ 149 ]         |
| 2014 | Награды Национальной академии торговых рецензентов видеоигр | Графика (техническая)                                                | Beyond: Two Souls                             | Номинация     | [ 149 ]         |
| 2014 | Награды Национальной академии торговых рецензентов видеоигр | Главная роль в драме                                                 | Эллен Пейдж                                   | Номинация     | [ 149 ]         |
| 2014 | Награды Национальной академии торговых рецензентов видеоигр | Освещение/Текстурирование                                            | Beyond: Two Souls                             | Номинация     | [ 149 ]         |
| 2014 | Награды Национальной академии торговых рецензентов видеоигр | Исполнение роли второго плана в драме                                | Уиллем Дефо                                   | Номинация     | [ 149 ]         |
| 2014 | Награды Национальной академии торговых рецензентов видеоигр | Использование звука                                                  | Beyond: Two Souls                             | Номинация     | [ 149 ]         |
| 2014 | Награды Национальной академии торговых рецензентов видеоигр | Сюжет в драме                                                        | Девид Кейдж                                   | Номинация     | [ 149 ]         |
| 2014 | Satellite Awards                                            | Выдающаяся видеоигра в жанре экшен/приключения                       | Beyond: Two Souls                             | Номинация     | [ 150 ]         |

### Наследие
В ноябре 2014 года Дэвид Кейдж обсудил будущее видеоигр и упомянул о постоянных изменениях в игровой индустрии. «Всегда будут игры для заядлых геймеров, которые рассматривают игры как спорт, основанный на своих навыках, или как способ посоревноваться со своими друзьями» — сказал геймдизайнер игры. Кейдж также затронул случайных геймеров, которые играют в игры «просто как хобби, как на смартфоне». Он ещё заявил, что его студия пытается разработать в играх «срединный путь, который пытается рассказать историю со смыслом, и где насилие не является основой», стараясь также «создавать эмоции, сделать жизнь игроков сильной и уникальной, что остаётся амбициозной задачей в игре».